# Franca Basquetebol Clube
El Franca Basquetebol Clube és un club brasiler de basquetbol de la ciutat de Franca.

## Història
Va ser fundat el 10 de maig de 1959. Fou dos cops subcampió intercontinental: el 1975 (com a Esporte Clube Amazonas Franca) i el 1980 (com a Associação Atlética Francana).
Evolució del nom:
- 1959-1971 Clube dos Bagres
- 1972-1974 Emmanuel Franca Esporte Clube
- 1975-1977 Esporte Clube Amazonas Franca
- 1977-1984 Associação Atlética Francana
- 1984-1988 Associação Francana de Basquetebol
- 1988-1991 Ravelli Franca Basquetebol

El 1992 es fundà el Franca Basquetebol Clube. El nom de l'equip canvià en funció dels diferents patrocinadors.
- 1992 All Star/Franca
- 1993 Satierf/Sabesp/Franca
- 1994 Cosesp/Franca
- 1996 Cougar/Franca
- 1997-2000 Marathon/Franca
- 2000-2001 Unimed/Franca
- 2001-2004 Franca Basquetebol Clube
- 2004-2005 Franca/Petrocrystal/Ferracini
- 2005-2006 Franca/Mariner/Unimed
- 2006-2008 Unimed/Franca
- 2008-2015 Vivo/Franca
- 2015 Franca Basquetebol Clube

## Palmarès
- Campionat brasiler de bàsquet: 
  - 1971, 1974, 1975, 1980, 1981, 1990, 1991, 1993, 1997, 1998, 1999
- Campionat sud-americà de clubs de bàsquet:
  - 1974, 1975, 1977, 1980, 1990, 1991
- Campionat pan-americà de bàsquet:
  - 1993, 1994, 1997, 1999
- Campionat de São Paulo:
  - 1973, 1975, 1976, 1977, 1988, 1990, 1992, 1997, 2000, 2006, 2007
- Supercopa de Basquete:
  - 2008